# Francesc Socies Clar
Francesc Socies Clar (7 de febrer de 1851(?), Llucmajor, Mallorca - després de 1930, Llucmajor) fou un terratinent i polític conservador mallorquí, diputat provincial i batle de Llucmajor el 1930.
Socies era fill d'Antoni Socies i Mesquida de Formiguera i d'Antònia Clar Salvà. Es casà amb Antònia Morell Verd. Fou un gran propietari de terres, a Llucmajor tenia una extensió de 785 quarterades (557,62 ha) entre les quals hi havia les terres de la possessió de Son Mut (242 quarterades) i a Algaida era propietari de son Reus de Randa. Participà en el I Congrés Internacional de la Llengua Catalana l'octubre de 1906 a Barcelona. Fou cap del Partit Conservador a Llucmajor, vocal del consell d'administració del Banc de Crèdit Balear, vicepresident de la societat Ferrocarriles de Mallorca, diputat provincial durant el primer terç del segle XX i batle de Llucmajor durant unes setmanes, després de la caiguda del dictador Miguel Primo de Rivera.